# Герб Севастополя
Герб Севастополя (укр. Герб Севастополя) — один из символов города-героя Севастополя наряду с гимном и флагом. В настоящее время в Севастополе известны два герба. Первый принят во времена Российской империи, второй — во времена Советского Союза. Официально действующим является второй герб, поэтому он располагается на флаге города.

## Описание
Описание герба принятого по Решению от 21 апреля 2000 года гласит:
Герб города представляет собой скошенный справа геральдический щит французской формы с отношением ширины к высоте как 8:9. В правой верхней стороне герба на серебряном (светло-сером) поле изображена медаль „Золотая звезда“», учрежденная Постановлением Центрального Исполнительного Комитета Союза ССР 1 августа 1939 года.
На левой нижней стороне герба на лазуревом (голубом) поле изображен силуэт памятника Затопленным кораблям серебряного (светло-серого) цвета (вид с берега бухты).
Композиционно объединяет два поля лавровая ветвь золотистого цвета, символизирующая славу защитников Севастополя.
Щит имеет внешнюю кайму золотистого цвета.

## История

### Российская Империя
Первый герб, высочайше утверждённый в 1893 году, имел следующее описание: 
В червлёном щите серебряный грифон с червлёными глазами и языком. В вольной части герб Таврической губернии. Щит увенчан древнею царскою короною, на которой стоит Императорский орёл. За щитом два скрещенных золотых якоря, а по сторонам щита два червлёные знамени, соединенные лентой ордена Св. Великомученика и Победоносца Георгия. На правом знамени золотой вензель в Бозе почившего Государя Императора Николая I, а на левом такой же вензель в Бозе почившего Государя Императора Александра II; оба вензеля украшены Императорскою короною и цепью ордена Св. Апостола Андрея Первозванного.
Изображение, соответствующее описанию, приведено и для Севастопольского градоначальства. В тексте самой книги в «Описании украшений гербов губерний, областей; градоначальств, городов и посадов» приведено описание короны городского герба Севастополя: «Золотая башенная корона о пяти зубцах, увенчанная Императорским орлом», тогда как «древняя Царская корона» употребляется лишь «для гербов уездов, областей и градоначальств».

### Советское время

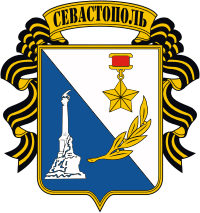
Распространённый неофициальный вариант герба, украшенный гвардейской лентой

Второй герб принят в 1969 году по проекту художников С. Шаханова и Н. Крыловой. 
Герб представляет собой геральдический щит французского типа, на котором представлены символы двух оборон города — Памятник затопленным кораблям и Медаль «Золотая Звезда». Щит разделён по диагонали на синий и белый цвета, на которых и изображены символы. Синий цвет символизирует море, а белый — белокаменный город. Лавровая ветвь объединяет оба цвета, символизируя общее историческое прошлое города.
Для советского вариант герба характерен набор несоответствий основам и базовым правилам геральдики (характерные в общем для всей геральдики советского времени), в частности:
- изображение наград, почетных знаков, знаков различия
- изображение конкретных зданий и сооружений
- наложение металла на металл (золото на серебре)
- нанесения имени города на девизную ленту вместо девиза

### Новое время
12 июля 1994 года Решением Севастопольского городского Совета «О гербе города Севастополя» был восстановлен исторический герб образца 1893 года — серебряный грифон на красном щите с обрамлением. Но 21 апреля 2000 года решением № 518 Севастопольского городского совета был восстановлен советский герб.
Герб 1893 года утратил официальный статус, став «неофициальным историческим символом» и «исторической достопримечательностью города», а решение 1994 года об утверждении герба 1893 года было отменено.
После аннексии Крыма Российской Федерацией был переутверждён гимн города (2015), а герб и флаг продолжили использоваться российскими властями без официального подтверждения. Был вновь поднят вопрос о восстановлении исторического герба Севастополя, так как советский герб не соответствует правилам геральдики и не может быть зарегистрирован в Государственном геральдическом регистре Российской Федерации. Было получено заключение Геральдического Совета при президенте РФ с рекомендацией восстановить в качестве герба Севастополя исторический герб города без вольной части и принять разработанный на основе этого герба флаг. Специалисты отметили, что этот герб «безупречен с точки зрения геральдической грамотности» и является предметом гордости города.
В феврале 2015 года в севастопольское Заксобрание был внесен законопроект о восстановлении исторического герба с дополнением его медалью «Золотая звезда» в нижней части. Согласно проекту, описание герба гласит: 
В червлёном поле восстающий серебряный грифон, щит увенчан древней царской короной, нашлемник — черный с золотыми лапами, клювами, глазами и червлёными языками двуглавый орел, увенчанный тремя золотыми императорскими коронами, средняя — с лазоревыми инфулами (лентами).
Щит наложен на два скрещенных золотых адмиралтейских якоря лапами вниз и окружён георгиевской лентой. По сторонам щита два червлёных знамени на золотых древках: правое — с золотым вензелем Императора Николая I, левое — с золотым вензелем Императора Александра II. Оба вензеля окружены цветными цепями ордена Андрея Первозванного со знаком ордена внизу и вензелевой короны вместо звеньев вверху. Ниже щита, поверх ленты, — знак особого отличия Города-героя — медаль „Золотая Звезда“».
Мнения жителей разделились, большинство выступало за сохранение действующего герба с Памятником затопленным кораблям. Губернатор Севастополя Сергей Меняйло заявил, что у города может быть два герба — исторический и советский. Но после большого общественного резонанса, когда ветераны войны и Черноморского флота выступили категорически против смены городского символа, и учитывая напряженные отношения между ветвями городской власти, законопроект был отозван в октябре того же года.
Вопрос о гербе планировался к вынесению на общегородской референдум, но этого так и не было сделано.
20 июля 2018 года депутаты заксобрания на внеочередном заседании не поддержали законопроекты губернатора Севастополя о символах города, предполагавших подтверждение существующей символики города (советский герб и флаг от 2000 года).